# Iradsch

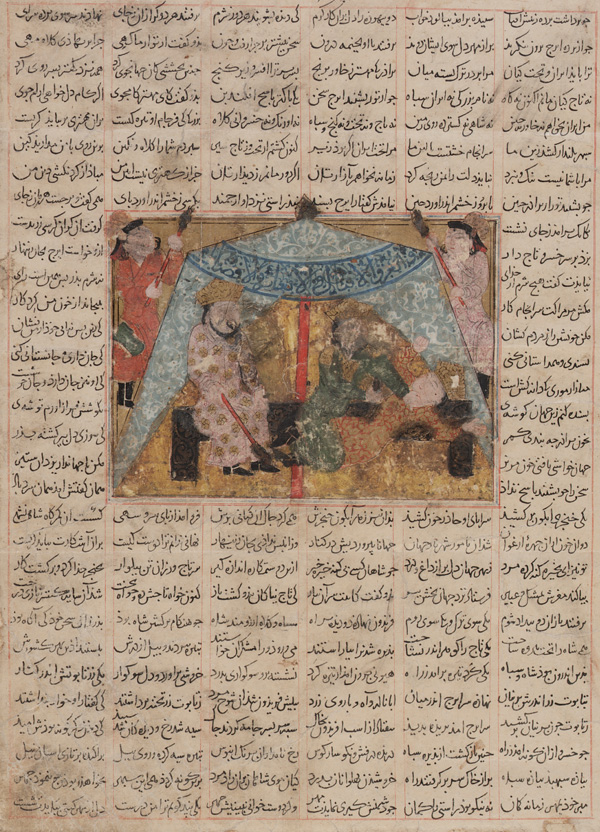
Iradsch wird von seinen beiden Brüdern ermordet

Iradsch (persisch ایرج, DMG Īrağ) ist eine Gestalt aus der iranischen Mythologie, die im sechsten Buch der Schāhnāme, dem persischen Königsbuch des Dichters Firdausi (940/41–1020), beschrieben wird.

## Iradsch in Schāhnāme – Sage VI
Mit der Hilfe von Kaveh dem Schmied, der seine Schmiedeschürze als Flagge des Aufstandes benutzte, besiegte Fereydūn den fünften Urkönig Zahak und wird sein Nachfolger als „König der Welt“.
Fereydūn werden drei Söhne geboren, Selm (oder Salm) und Tur von Schahnaz und Iradsch, der Jüngste, von Arnewas, beide Töchter von Dschamschid. Fereydūn teilt noch zu Lebzeiten die Welt unter seinen Söhnen in drei Reiche.
Iradsch wird von seinem Vater als Thronerbe Irans eingesetzt. Salm, der Älteste der drei Brüder, erhält den Westen des Reiches mit Kleinasien. Tur bekommt alles Land jenseits des Oxus (heute Amudarja), das fortan Turan heißt. Dass Iradsch, der Jüngste, das iranische Kernland erhielt, lässt die beiden Brüder nicht ruhen. Sie erheben Anspruch auf dieses Erbe.

Iradsch ist bereit, um des Friedens Willens auf sein Erbe zu verzichten. Doch nützt ihm diese Großzügigkeit wenig. Er wird von seinen Brüdern umgebracht. Tur erdolcht Iradsch und enthauptet ihn. Den Schädel senden die beiden Brüder an ihren Vater 

„Ihm sagend: 'Hier hast du das zarte Haupt,
Das die Krone der Ahnen geraubt.
Gib ihm nun Kron' oder gibt ihm den Thron!
Der schattende Baum ist gefallen schon.'.“

Mit diesem Brudermord beginnt ein Rachefeldzug Manutschers, des Sohnes von Iradsch, an dessen Ende Selm und Tur tot sind. Fereydūn bestimmt seinen Enkel Manutscher, den Sohn von Iradsch, zu seinem Nachfolger und neuen Herrscher Irans. Fereydūn, der als Symbol für das Gute, die Gerechtigkeit und die Freigiebigkeit gilt, stirbt verbittert über den frühen Tod seiner Söhne.